# Fiat 128
Fiat 128 je vůz nižší střední třídy. Veřejnosti byl představen v březnu 1969 a odbornou veřejností byl zvolen Automobilem roku 1970. Stal se předlohou pro jugoslávský licenční vůz Zastava 101. Od roku 1976 se vyráběla modernizovaná verze zvaná Nuova, výroba v Itálii skončila v roce 1985, v Srbsku se pod označením Zastava Skala vyráběl až do roku 2008.
Tento malý sedan byl prvním Fiatem s pohonem předních kol. Původním konceptem vycházel z vozu Mini Cooper. Konstruktér Dante Giacosa si tento koncept ověřil již před tím na voze Autobianchi Primula. Fiat 128 byl také prvním vozem s bezpečnostním volantem.
Pro svou prostornost a nízkou cenu byl Fiat 128 nejprodávanějším vozem v západní Evropě, kde byla několik let předtím odstraněna i cla mezi státy EHS. Vozy Fiat v USA trpěly špatnou pověstí v otázce spolehlivosti nebo korozivzdornosti. Prodeji zde ale pomohlo vydání knihy Ralpha Nadera Unsafe at Any Speed (Nebezpečný při jakékoli rychlosti), která kritizovala bezpečnost Chevrolet Corvair, ale vyvolaná masová hysterie snížila i prodejnost malých Volkswagen Brouk jako vozů totožné koncepce s motorem vzadu a pohonem zadních kol. Prodej v USA ale brzy klesl s přílivem japonských kompaktních vozů a typu Golf, postaveném podle rozmontovaného Fiat 128 a v USA prodávaném jako Rabbit, aby nedošlo ke spojování automobilky Volkswagen s ropným embargem v roce 1973.

## Fotogalerie

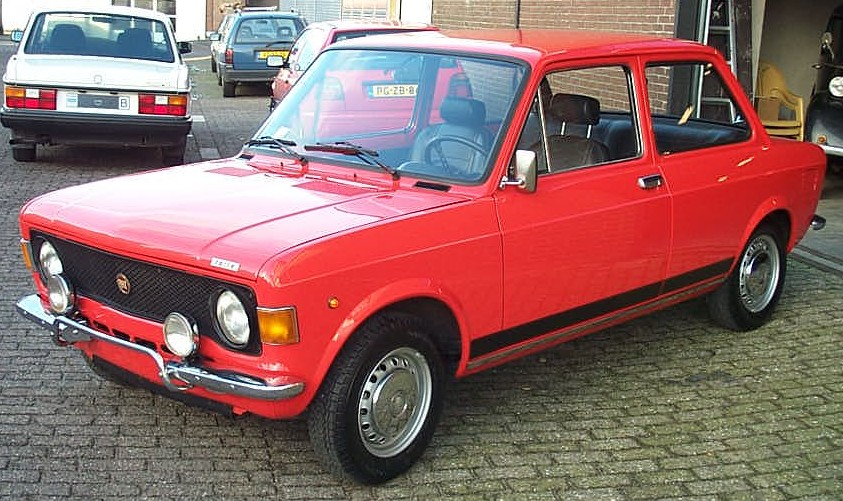
Fiat 128 Rally
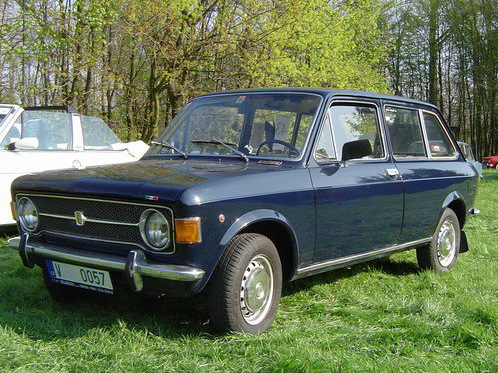
Fiat 128 Familiare
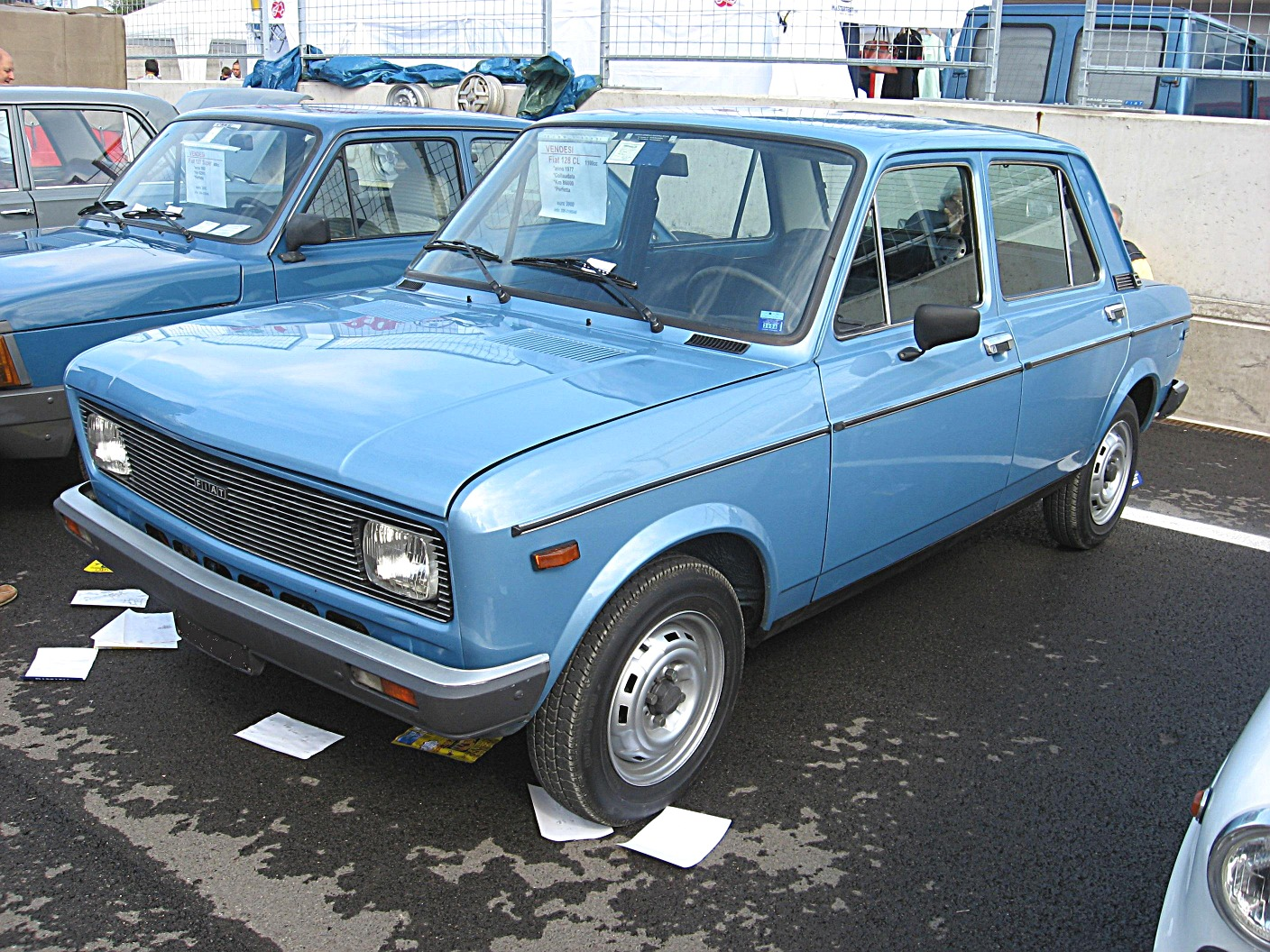
Druhá serie (1976) Fiatu 128 s novými světlomety
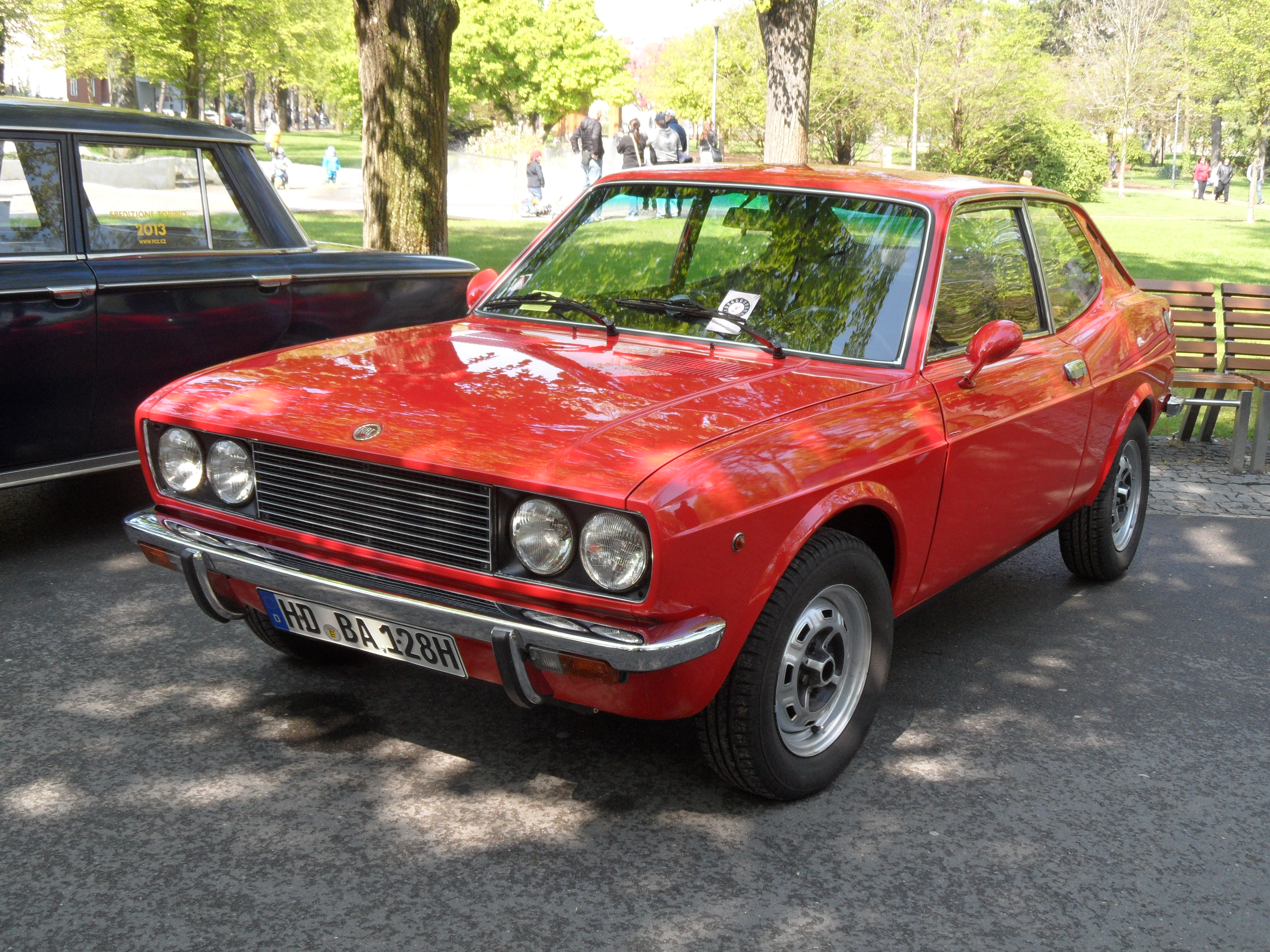
Fiat 128 Sport L na srazu v Poděbradech
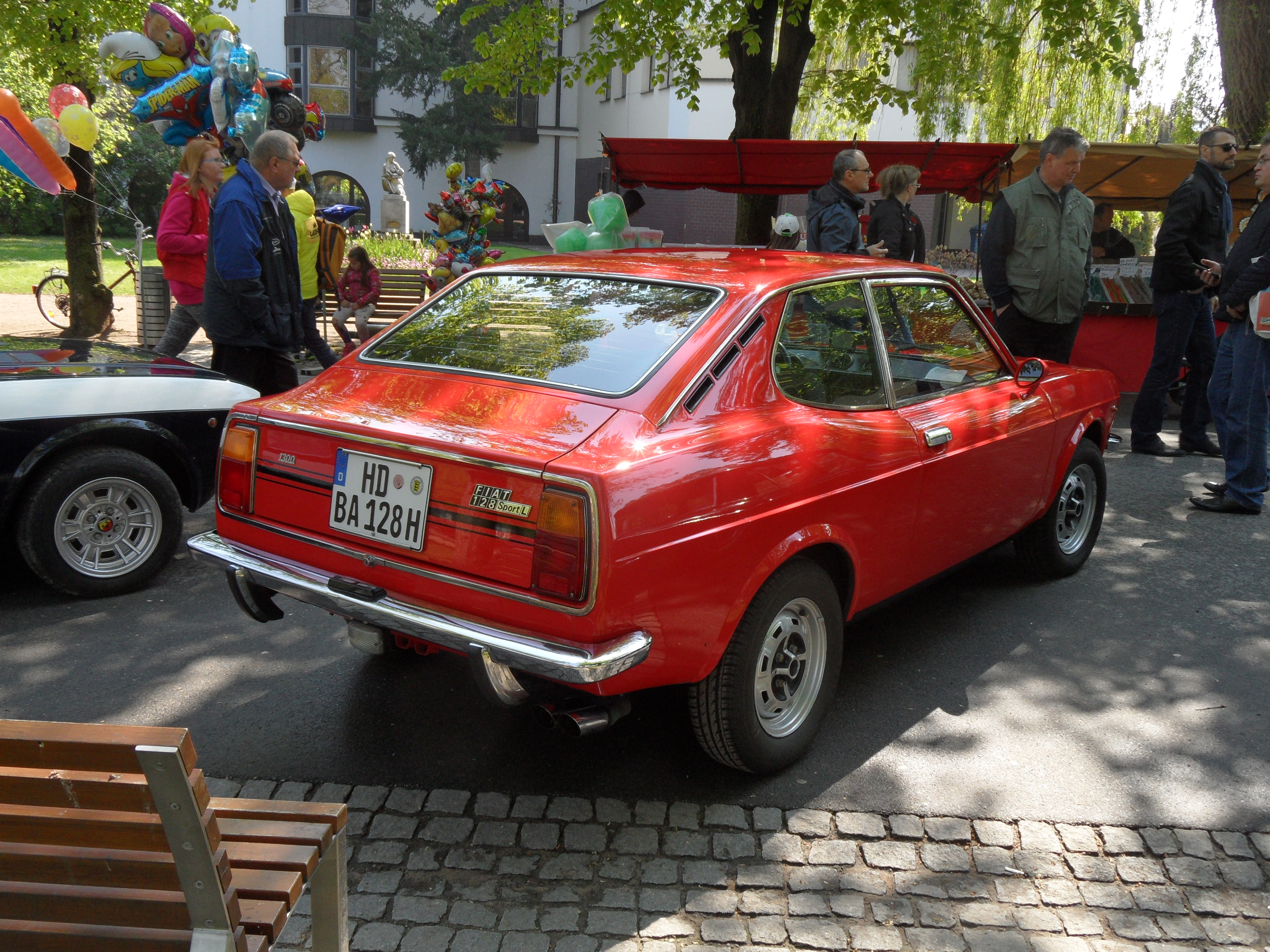
Fiat 128 Sport L na srazu v Poděbradech